# Bregenzer Tagblatt

Titelblatt des Bregenzer Tagblatts vom 1. Februar 1889

Das Bregenzer Tagblatt, von 1899 bis 1907 Vorarlberger Tagblatt, war eine Vorarlberger Tageszeitung. Die Zeitung war 1895 von Anton Flatz gegründet worden und erschien zwischen 1899 und 1907 als Vorarlberger Tagblatt. Die politisch deutsch-freisinnig orientierte Zeitung stellte ihr Erscheinen Ende 1915 ein. 

## Geschichte
Das Bregenzer Tagblatt wurde 1896 von Anton Flatz gegründet. Die Probenummer der Zeitung erschien am 12. Dezember 1895, das reguläre Erscheinen folgte ab dem 1. Jänner 1896. Anton Flatz fungierte als Eigentümer, Drucker, Herausgeber und verantwortlicher Redakteur. 1899 fusionierte das Bregenzer Tagblatt mit der Vorarlberger freien Rundschau zum Vorarlberger Tagblatt, dass in der Folge mit dem Zusatztitel Deutschfreisinniges Organ für das Land Vorarlberg veröffentlicht wurde. Die erste Ausgabe des Vorarlberger Tagblattes erschien am 25. März 1899. Eigentümer, Herausgeber und verantwortlicher Redakteur war zunächst Karl Merschinsky, der zuvor die Vorarlberger freie Rundschau publiziert hatte. Ab dem 8. November 1901 übernahm Anton Flatz als Drucker, Eigentümer, Herausgeber und verantwortlicher Redakteur erneut die Zügel der Zeitung.  
Ab dem 1. Jänner 1907 erschien die Zeitung wieder als Bregenzer Tagblatt, wobei der Zusatztitel Deutschfreisinniges Organ für das Land Vorarlberg erhalten blieb. Im Impressum schien zunächst Franz Honsig als Herausgeber und verantwortlicher Redakteur auf, Drucker und Verleger war erneut Anton Flatz, der bis zum Ende der Zeitung Eigentümer blieb. Mit der Ausgabe vom 31. Dezember 1915 wurde das Erscheinen des Bregenzer Tagblatts eingestellt.